# Хэмлин, Дэнни
Джеймс Деннис Алан "Дэнни" Хэмлин (англ. James Dennis Alan "Denny" Hamlin, род. 18 ноября 1980, Тампа, Флорида, США) — американский профессиональный автогонщик, вице-чемпион 2010 года NASCAR Sprint Cup Series. Выступает в NASCAR Sprint Cup Series под номером 11 за команду Joe Gibbs Racing на автомашине Toyota Camry.
Родившись в Тампе, Флорида, Хэмлин существенную часть своего детства проживал в Честерфилде, Вирджиния. Он начал ездить на картах с 7 лет. После этого он гонщиком вплоть до дивизиона Late Models в 2004 году, когда подписал контракт на развитие с командой Joe Gibbs Racing. После короткого участия в гонках Craftsman Truck Series, Хэмплин весь полный сезон 2005 года ездил на Busch Series, поучаствовав в то же время в нескольких гонках Nextel Cup. После того, как он несколько раз финишировал на значимых местах, его приняли на полную ставку в Joe Gibbs Racing.3-х кратный победитель Daytona 500 (2016,2019,2020)

## Начало карьеры
Гоночная карьера Хэмлина началась в 1988 году, в возрасте 7 с езды на картах. К 1997 году в 15 лет он выиграл кубок WKA от производителей картов. В 16 лет он ездил на министок-карах. Его первым заездом на сток-карах была гонка в Langley Speedway, где Хэмлин выиграл поул-позицию и выиграл гонку. Затем в 1998 году он перешёл в дивизион Grand Stock и в 2000 перешёл в Late Model Stock Cars. В 2002 он выиграл десять гонок Late Model и превзошёл этот результат в 2003 с 25 победами и 30 поул-позициями из 36 гонок. В 2004 году, когда он целиком был занят в гонках Late Model Stock Cars, Хэмлин подписал контракт на развитие пилота с командой Joe Gibbs Racing.

## Поздние годы
В гонках 2016 Daytona 500 Хэмлину на финальном круге передал лидерство Мэтт Кенсет, коллега по команде Joe Gibbs Racing. Хэмлин и Martin Truex Jr. шли на равных и пересекли финишную черту одновременно, но Хэмлин, который все 95 кругов шёл в высоком темпе, опередил соперника на 0,011 секунды, установив скоростной рекорд за всю 58-летнюю историю Daytona 500. Это принесло команде Joe Gibbs Racing их первую начиная с 1993 года победу в Daytona 500.